# Missing My Baby
«Missing My Baby» — песня американской певицы Селены, написанная её братом и продюсером Эйби Кинтанильей. Композиция была включена в третий студийный альбом исполнительницы Entre a Mi Mundo (1992) для дальнейшего продвижения Селены на англоязычную музыкальную сцену. «Missing My Baby» — R&B-баллада в среднем темпе с элементами урбана и соула. Текст песни повествует о любви; героиня вспоминает о своём возлюбленном, испытывая тоску и одиночество из-за его отсутствия. Композиция получила положительные отзывы критиков, высоко оценивших эмоциональное исполнение Селены.
Несмотря на то, что песня не была выпущена синглом, ей удалось закрепиться на 22-й строчке в американском чарте Rhythmic Top 40. Трек попал в хит-парад после смерти Селены в 1995 году. В 1998 году в рамках промокампании бокс-сета Anthology для телеканала VH1 был смонтирован клип, включавший видеозаписи из личного архива певицы.

## История создания
После выпуска испаноязычных альбомов Selena (1989) и Ven Conmigo (1990), Селена решила включить в свою следующую пластинку песню на английском языке. Она хотела убедить Чарльза Коппельмана, руководителя EMI Latin, что готова к записи англоязычного альбома, и попросила брата написать ей композицию на английском. «Missing My Baby» вошла в третий студийный альбом исполнительницы Entre a Mi Mundo (1992). Выдержанный в стиле современного R&B, трек был записан с целью продемонстрировать разносторонние музыкальные способности Селены и разнообразить стилистику пластинки, включавшую композиции в жанрах мексиканской поп-музыки и мексиканские народные песни.
Эйби Кинтанилья написал песню за одну неделю, а три недели спустя, в конце 1991 года, она была записана в Сан-Вэлли (Лос-Анджелес). Представители лейбла EMI Latin хотели, чтобы R&B-дуэт Full Force исполнил с Селеной ремикс на эту композицию. Участники Full Force, с которыми Эйби и Селена встретились в бруклинской студии коллектива, согласились выступить в роли бэк-вокалистов, и записали бэк-вокал за два дня. После этого лейбл EMI Latin предпочёл сольной версии Селены трек, записанный при участии Full Force.

## Музыка и текст песни
«Missing My Baby» — R&B-баллада с элементами урбана и соула. Композиция написана в тональности ре мажор в темпе в 144 ударов в минуту и в тактовом размере 4/4. Мелодия песни сопровождается бэк-вокалом. Инструментал включает в себя электрическое фортепиано, ударные, клавишные, синтезатор и струнные. Музыкальные критики высоко оценили эмоциональное исполнение Селены. Участники R&B-дуэта Full Force исполнили партии бэк-вокала для ремикса и оригинальной версии.
Рецензент журнала Billboard назвал песню «мечтательной балладой», отметив её «мелодию в стиле R&B». Рамиро Бёрр из газеты Austin American-Statesman назвал композицию душевной балладой. По мнению Джерри Джонстона из Deseret News, Селена демонстрирует в песне «детский голосок Лесли Гор и удивительную гибкость в голосе». В газете The Virginian-Pilot высказали мнение, что композиция построена на хуках, напоминающих песню Дайаны Росс «Missing You».
Композиция начинается с соло ударных, после чего вступают остальные инструменты. Селена поёт своему возлюбленному, которого нет рядом с ней, о том, как сильно она по нему скучает, как она всё время о нём думает и как ей одиноко без него: «Я часто думаю о том счастливом времени, которое мы провели вместе / И мне не терпится тебе сказать, как сильно я тебя люблю». В припеве она поёт, что хочет обнять своего любимого и почувствовать его сердцебиение.

## Восприятие
«Missing My Baby» получила положительные отзывы критиков. Автор книги Selena: Como la Flor Джо Ник Патоски назвал песню примером «современной поп-музыки». Рецензент The Denver Post в обзоре на альбом Dreaming of You, куда вошла обновлённая версия трека, отозвался о «Missing My Baby» как о самой лучшей англоязычной композиции на пластинке. Крис Рименшнейдер и Джон Т. Дэвис из газеты Austin American-Statesman высказали мнение, что «Missing My Baby» звучит так же мягко, как и трек Big M «Crazy for You». По словам Кэри Клака из San Antonio Express News, эту песню ставили даже на радиостанциях, не ориентированных на музыку техано. Рецензент высоко оценил вокальные способности Селены и отметил хитовый потенциал композиции. Однако Марио Тараделль из газеты The Dallas Morning News высказал мнение, что «Missing My Baby» и несколько других треков вошли в альбом Entre a Mi Mundo «для разнообразия».
«Missing My Baby» была одной из первых песен, проигрываемых на радиостанциях, после смерти Селены в 1995 году. По сообщению журнала Vibe, дуэт Full Force был награждён золотым и платиновым дисками за песни «Missing My Baby» и «Techno Cumbia». В 1998 году в рамках промокампании бокс-сета Anthology для телеканала VH1 был смонтирован клип, включавший видеозаписи из личного архива певицы. Согласно журналу Billboard, в течение недели, закончившейся 5 апреля 1998 года, видео стало 47-м по популярности на этом телеканале.

## Участники записи
Информация адаптирована из буклета альбома Entre a Mi Mundo.
- Селена — вокал
- Full Force[англ.] — бэк-вокал
- Рикки Вела[англ.] — клавишные
- Сюзетт Кинтанилья — ударные
- Эйби Кинтанилья[англ.] — автор

## Позиции в чартах
| Чарт (1995)           | Высшая позиция |
| --------------------- | -------------- |
| США (Rhythmic Top 40) | 22             |